# Toue cabanée
Pour les articles homonymes, voir Touage et Cabane.
Une toue ou toue cabanée est un type de bac servant de bateau de pêche fluvial traditionnel de la Loire, avec ou sans cabane. Elles possèdent une proue large, utilisée notamment par les pêcheurs pour la pêche au saumon au filet-barrage, et également pour l'extraction de sable, ou le transport de passagers ou de marchandises... 

## Étymologie
Touer, de l’anglais du XVIe siècle tow (« tirer, remorquer »), apparenté à l’espagnol toar, ou tau (« corde ») en allemand, ou du vieux-francique tôgon (« tirer »)... à l'origine de la technique de touage au XIXe siècle...  

## Description et origine
Variante des chalands de Loire, fûtreaux (cabanés ou non) et plates ostréicoles, et plus petite que la gabare à proue pointue, la toue est un bateau plat à proue large, et à faible tirant d'eau (pour apponter facilement sur les bords de Loire), d'environ 20 à 30 m, utilisé à titre de bac, ou de bateau de pêche, pour naviguer sur la Loire et ses affluents (plus long fleuve de France) entre l'estuaire de la Loire à l'embouchure sur l'océan Atlantique, près de Nantes, et Nevers ou Digoin en Bourgogne-Franche-Comté. Elle est à l'origine équipée d'un mât pour la navigation à la voile, et généralement d'une cabane (cabane flottante, dite cabanée). 

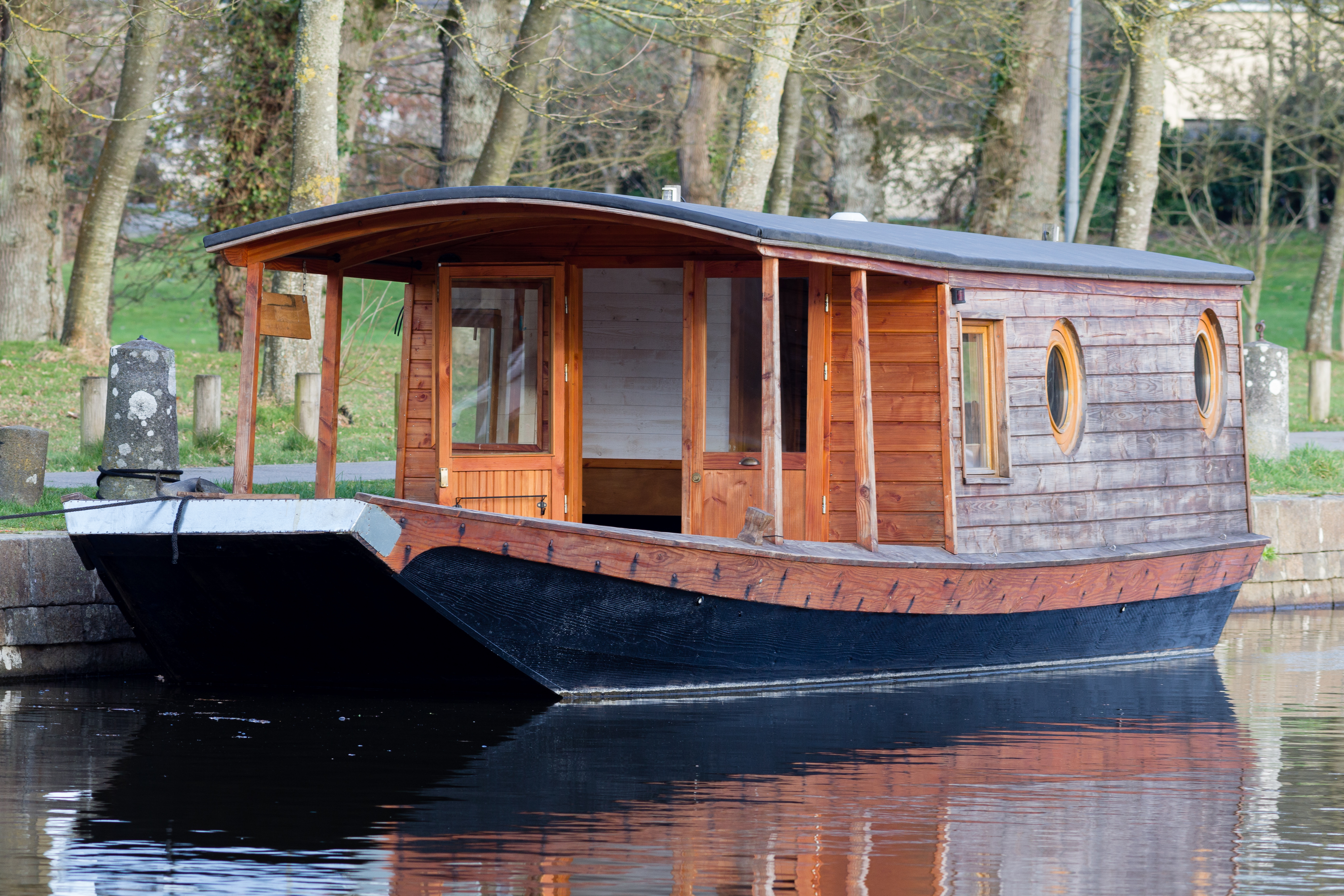
Sur le canal d'Ille-et-Rance.
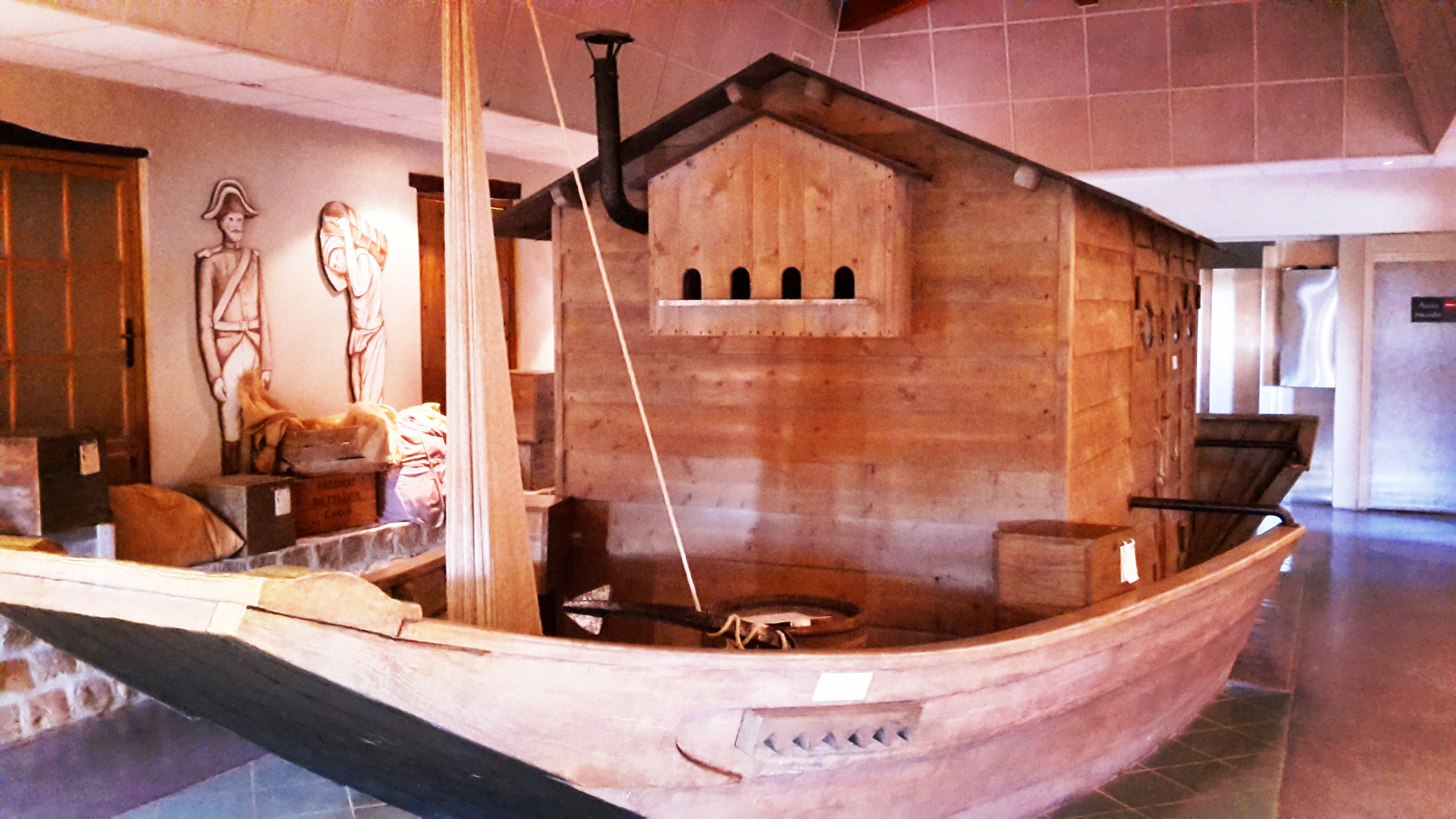
Musée de l'Observatoire de Digoin.
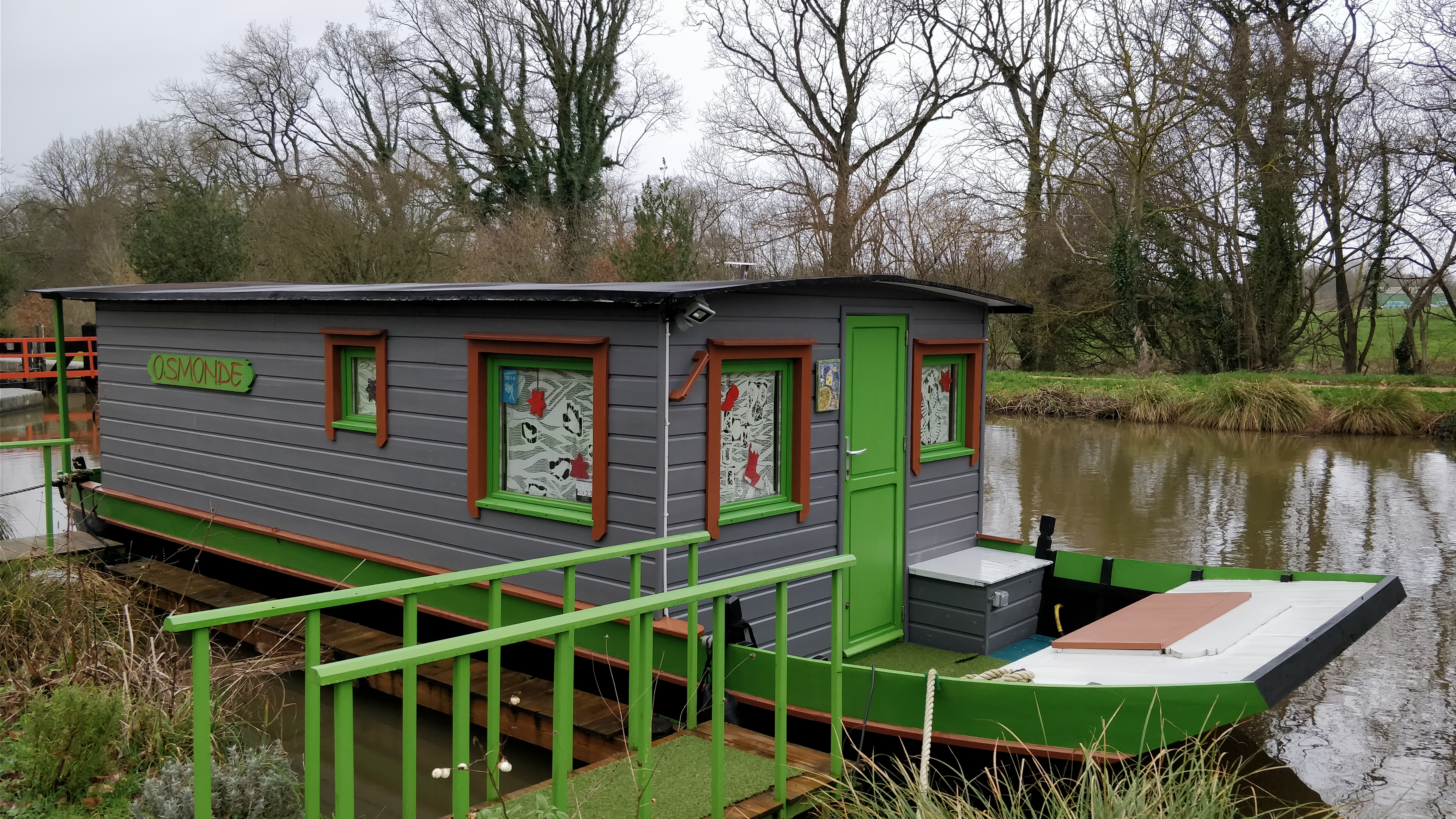
Canal d'Ille-et-Rance.
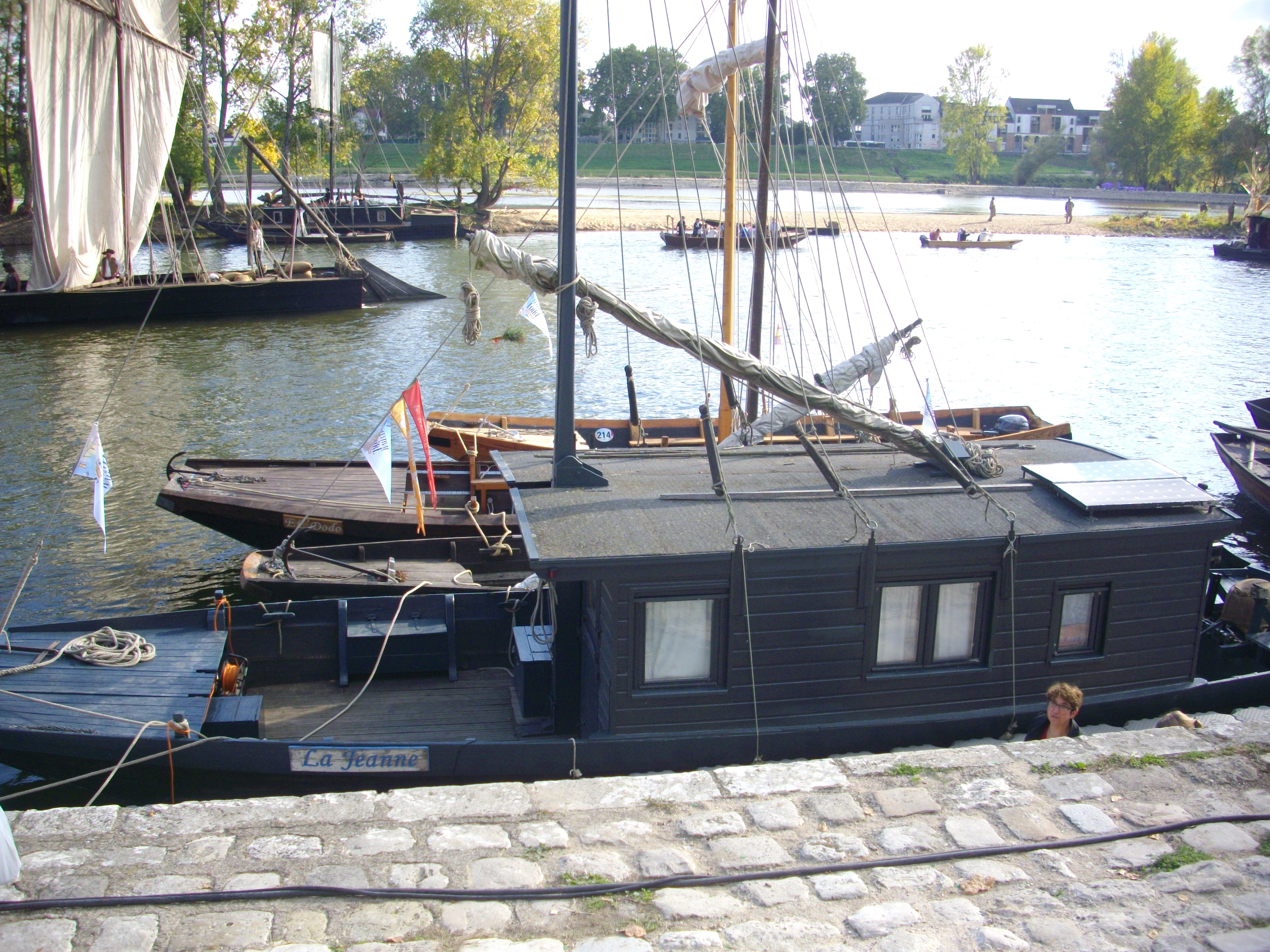
Festival de Loire d'Orléans.

Des toues cabanées peuvent transporter jusqu'à vingt personnes, et étaient utilisées par le passé, pour voyager en descendant le fleuve. Réservées plutôt aux personnes assez aisées, elles permettaient à celles-ci de se rendre dans les villes riveraines. Madame de Sévigné relate un tel voyage dans son œuvre littéraire du XVIIe siècle. La remontée du fleuve avec un chargement de marchandises était moins prisée en raison de sa lenteur. Avec la complexité de remonter les fleuves avant l'invention des moteurs, elles pouvaient être également souvent facilement entièrement démontées à leur arrivée à destination, et leurs matériaux recyclés en matériaux de construction.

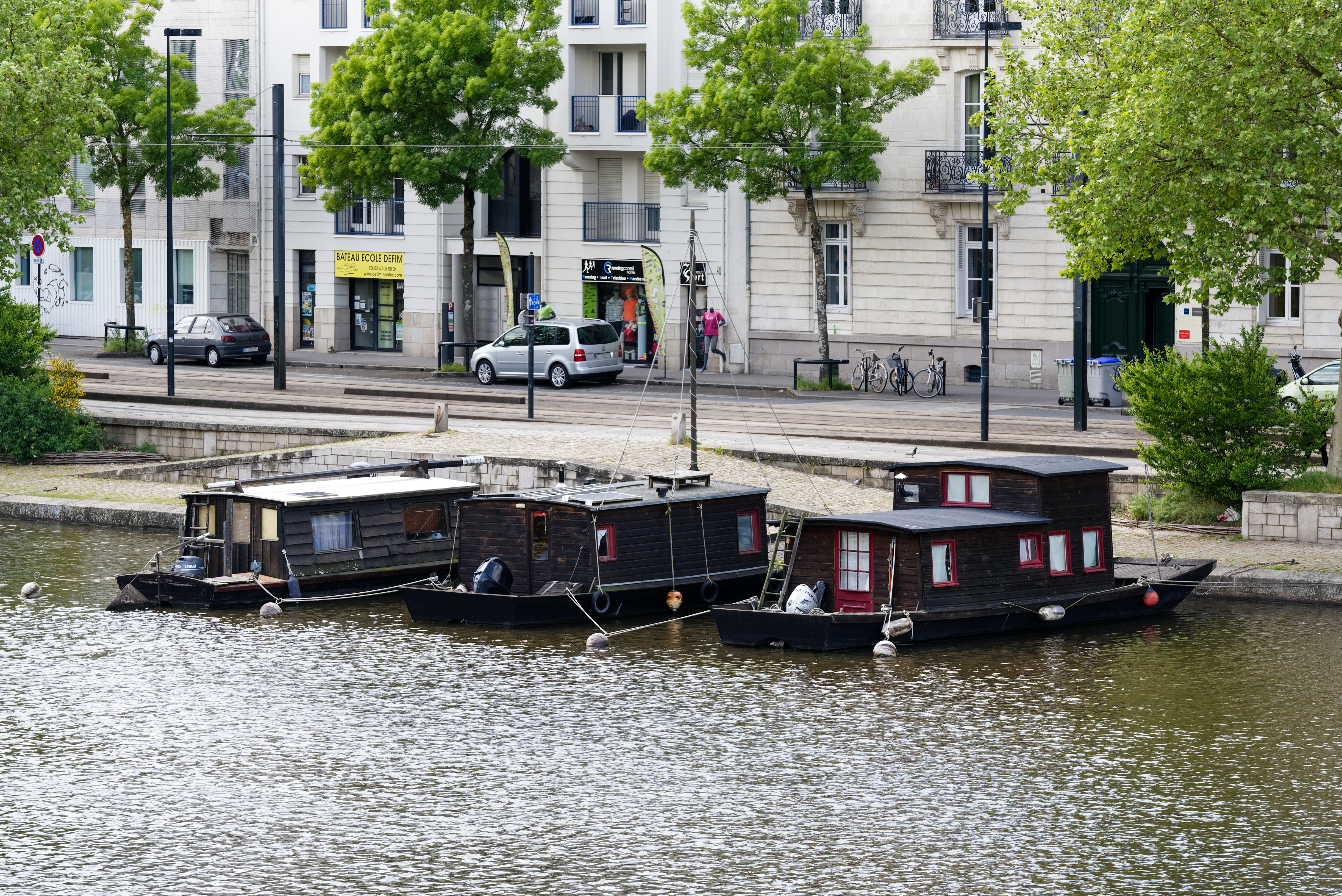
Cabane flottante à Nantes.
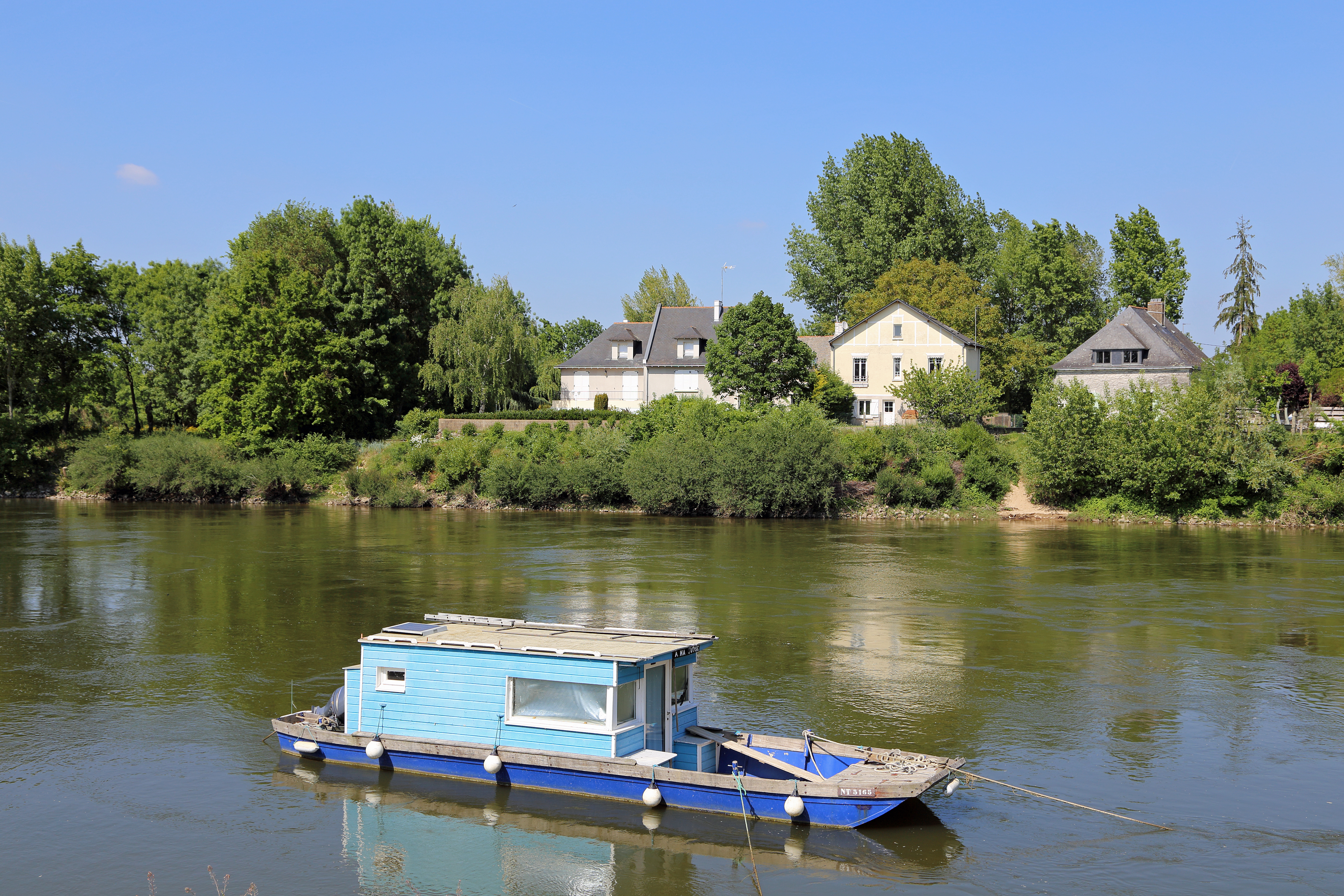
Chalonnes-sur-Loire.
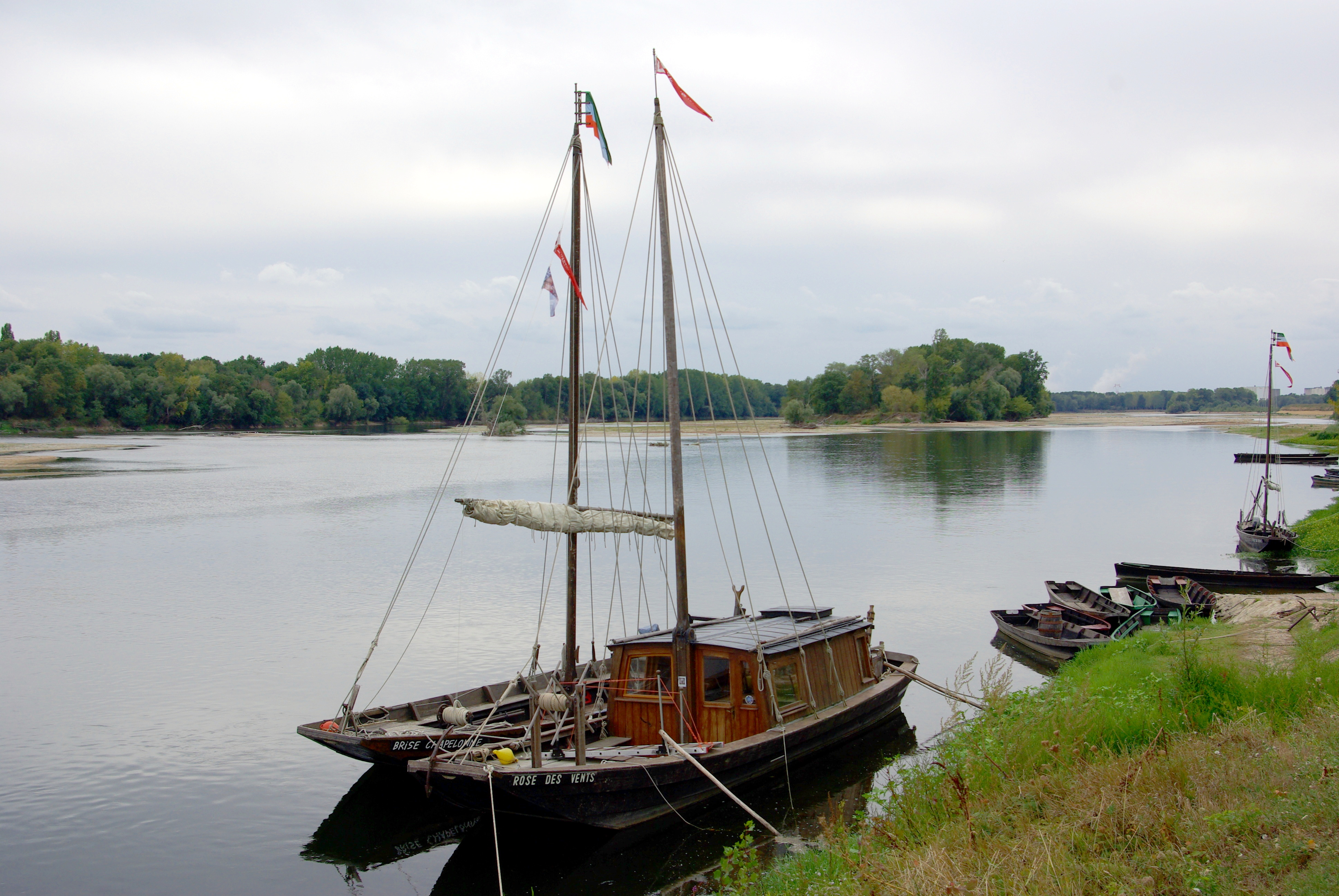
Loire à La Chapelle-sur-Loire.
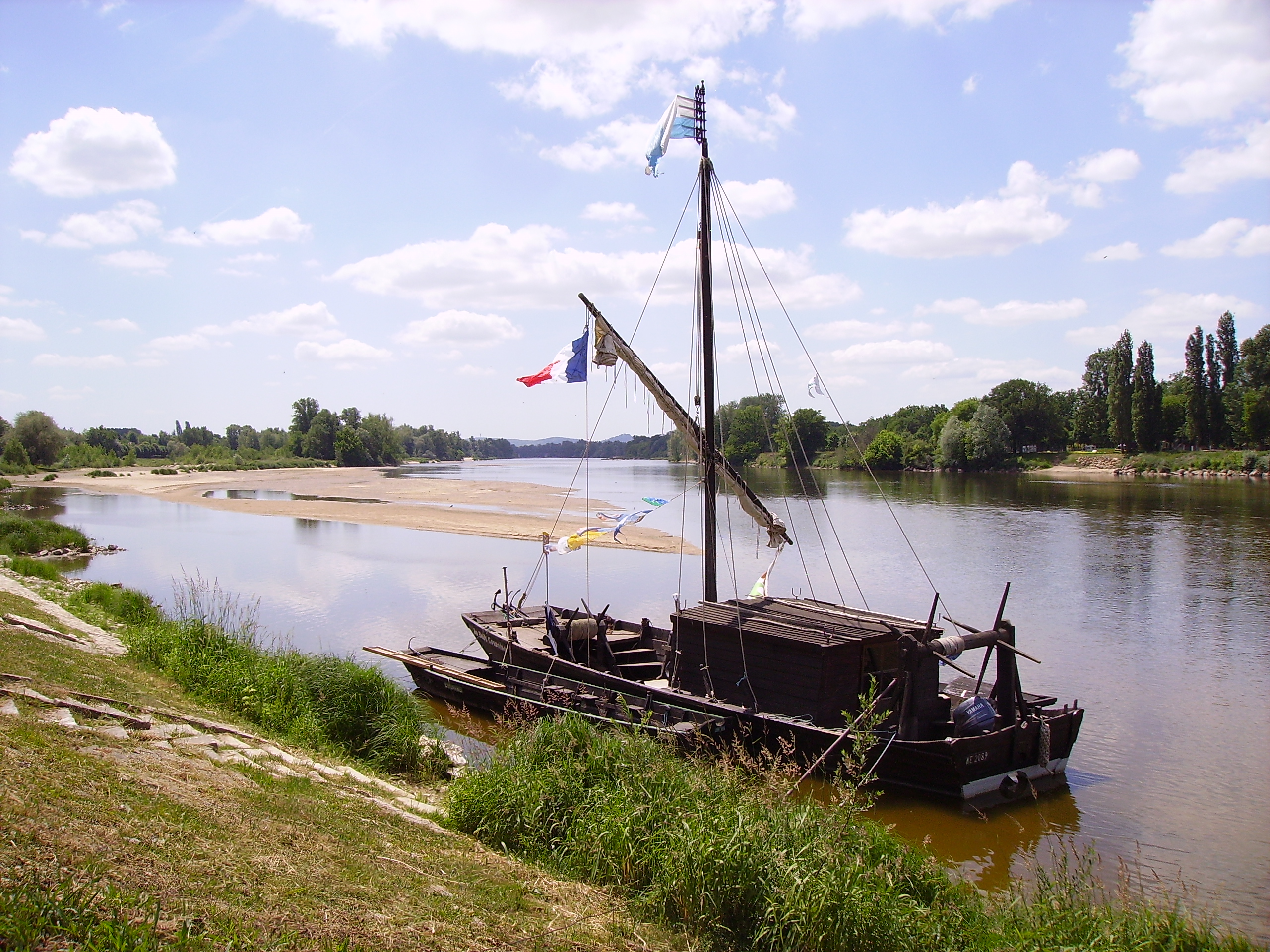
Cosne-Cours-sur-Loire.
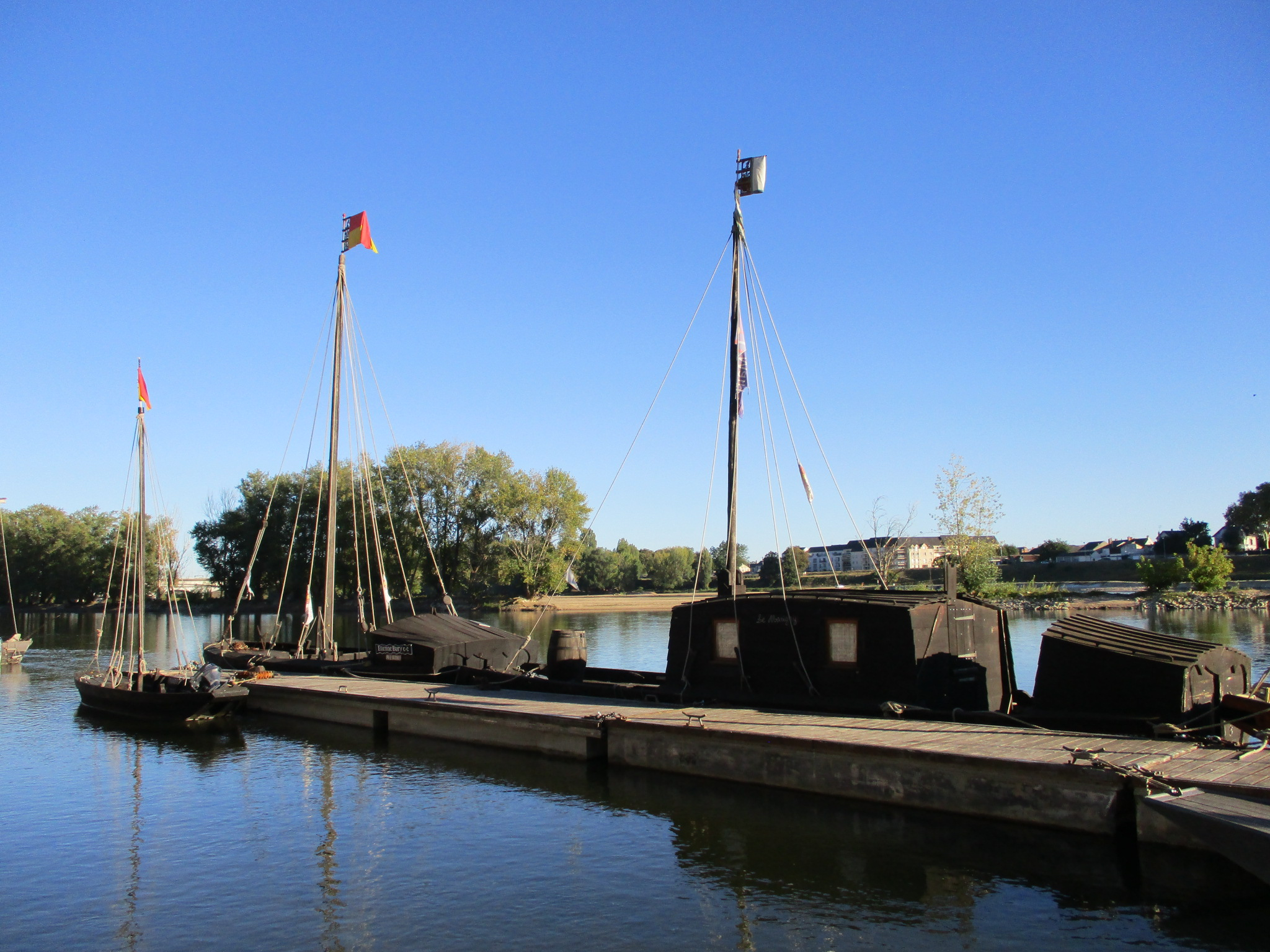
Port d'Orléans.
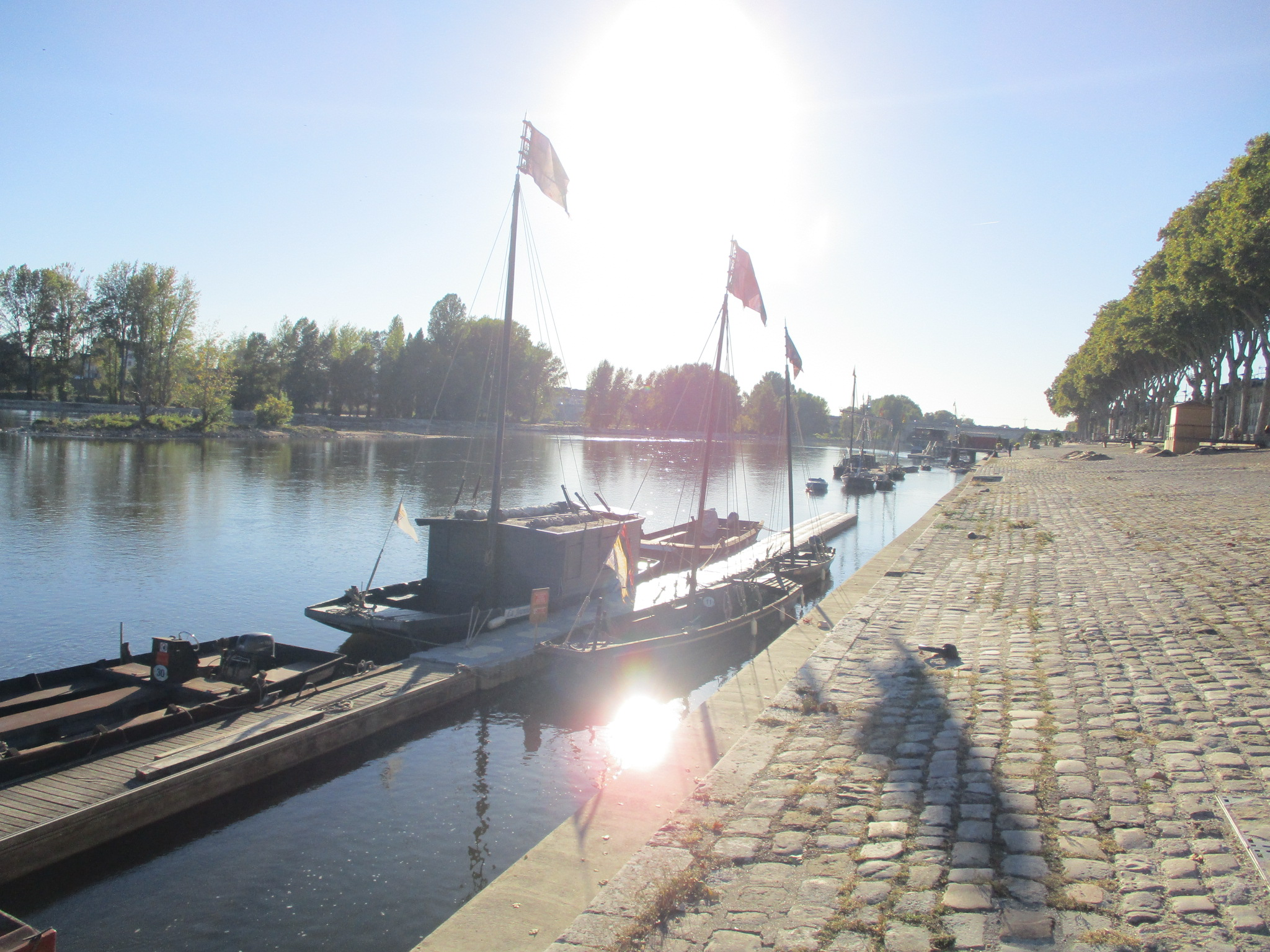
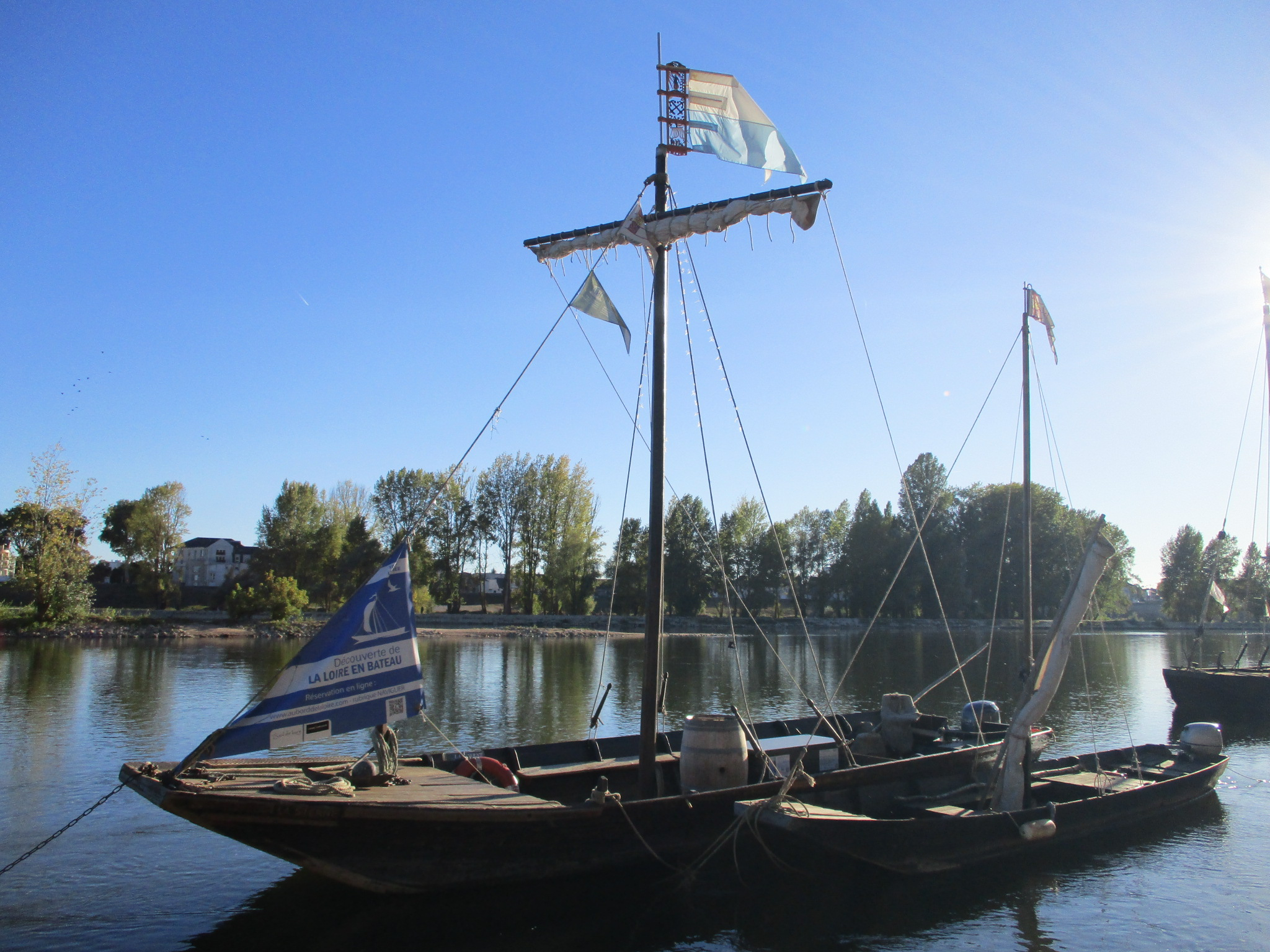
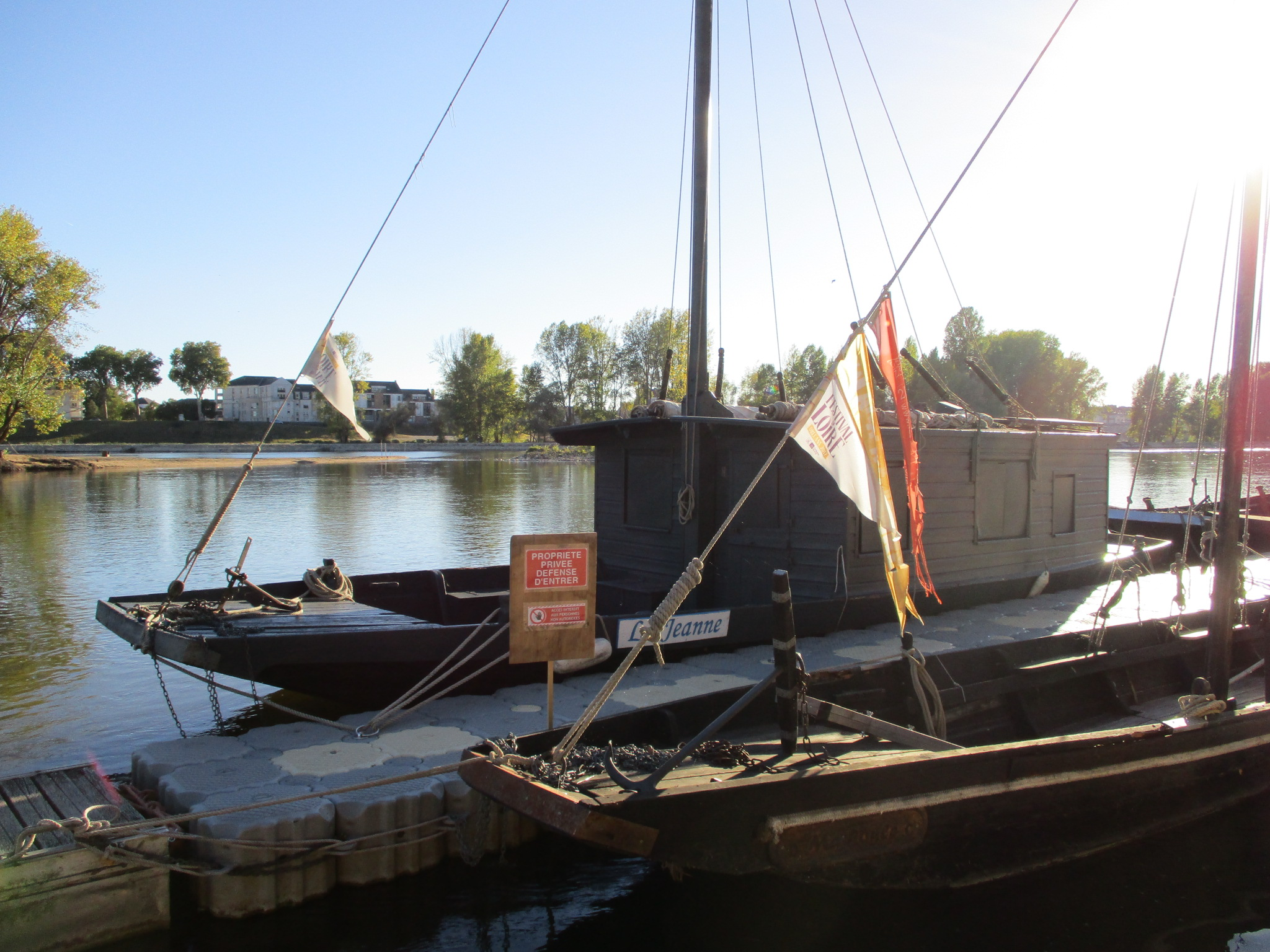
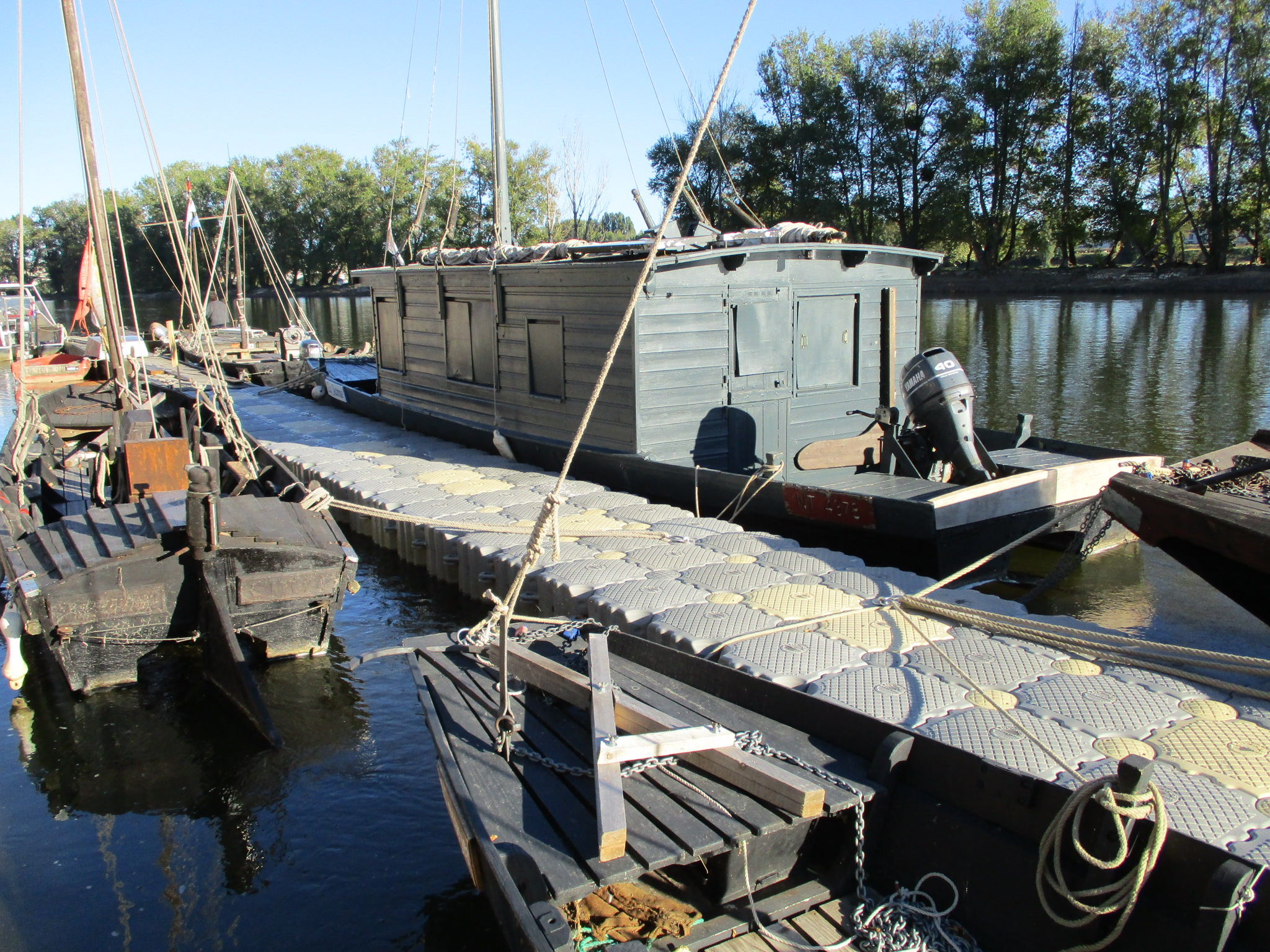
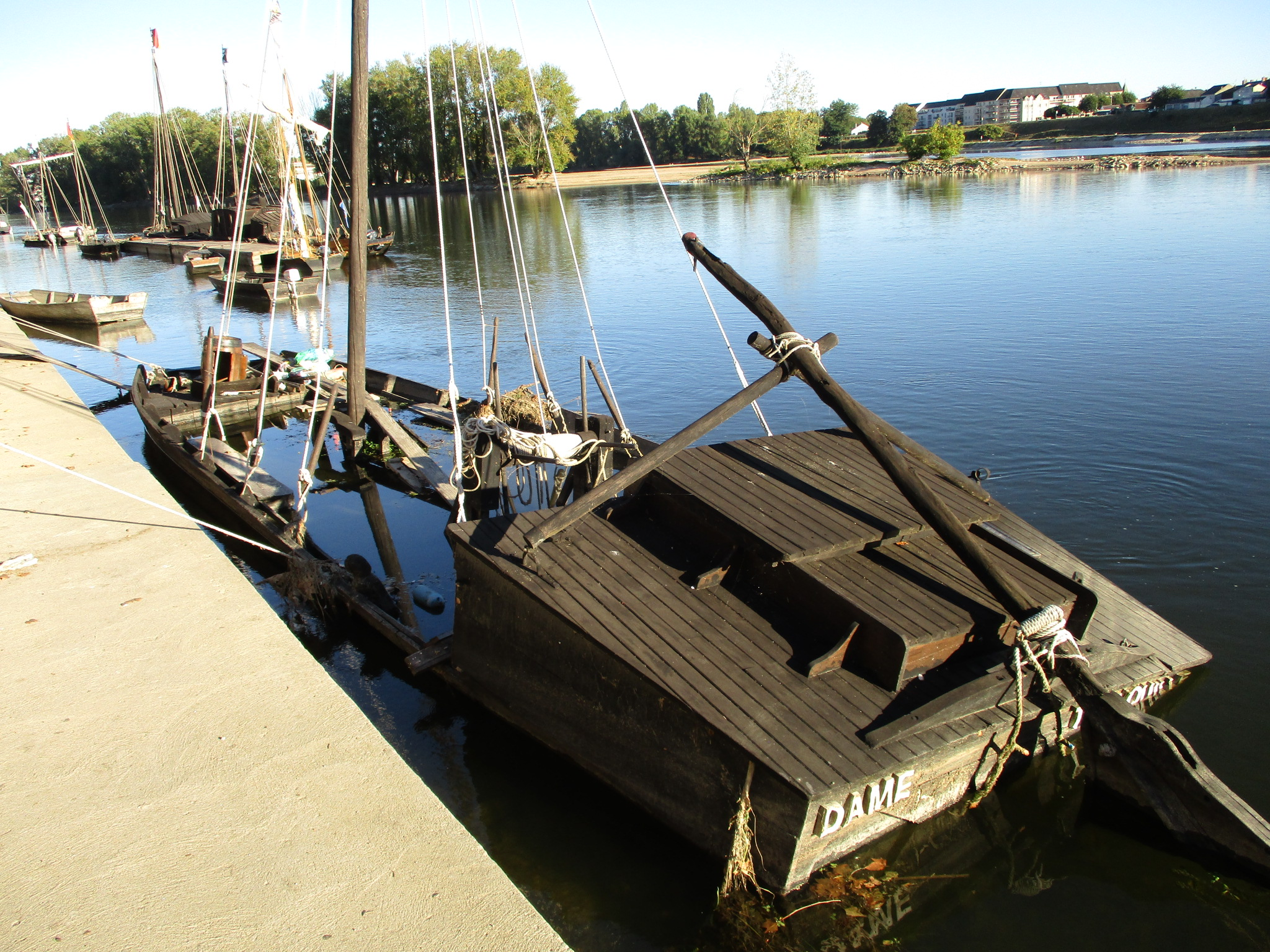

Objet de tradition régionale, elles sont encore utilisées à ce jour sur la Loire, avec les fûtreaux (cabanés ou non), pour la pêche artisanale (les voiles étant souvent remplacées par des moteurs) ou comme bateau de plaisance pour le tourisme fluvial (à titre de maison flottante, assimilées à des roulottes sur l'eau), et font partie du folklore traditionnel régional (Festival de Loire d'Orléans...). 

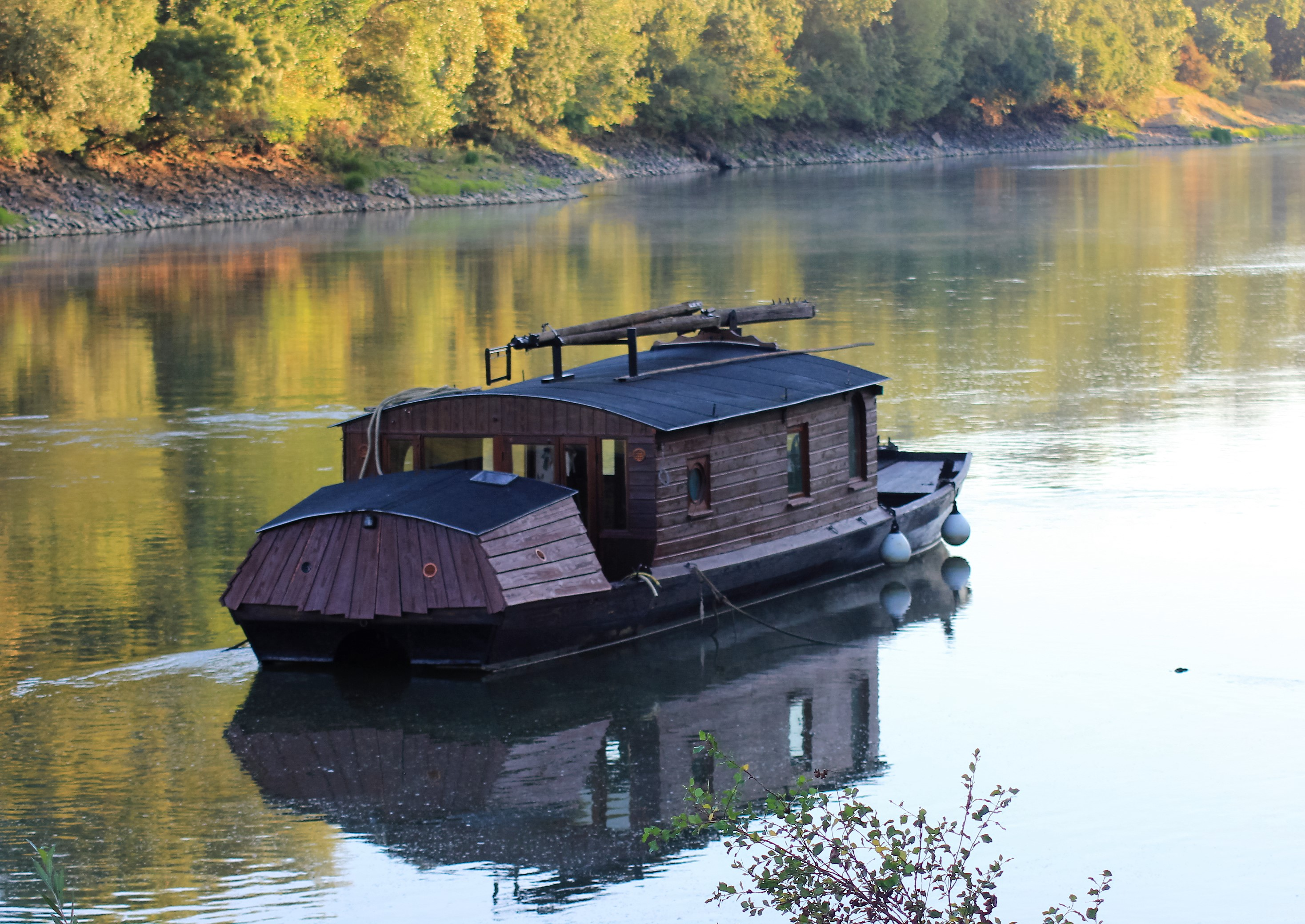
En Guillemette (bras de la Loire entre Savennières et Béhuard, Maine-et-Loire).
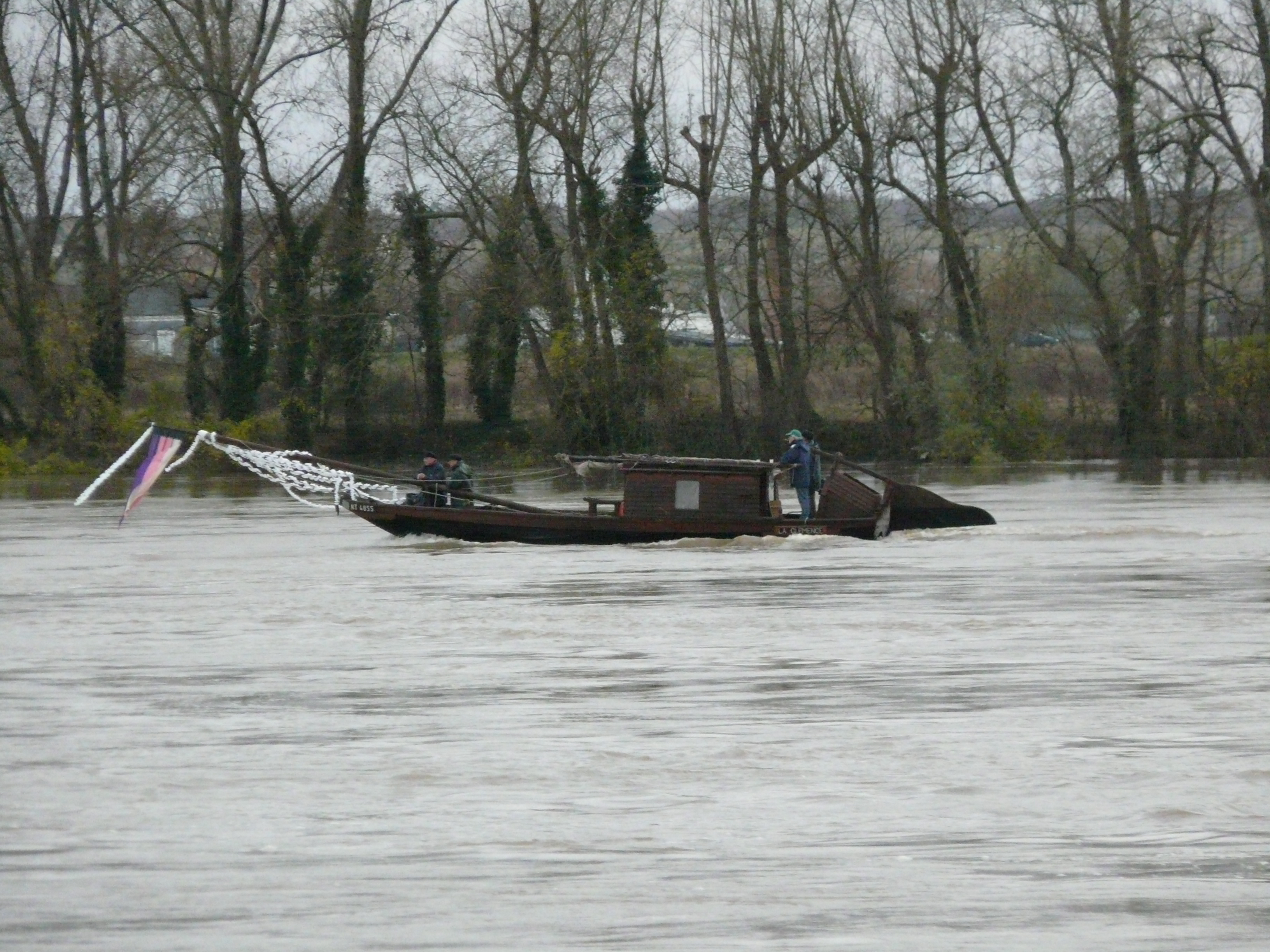
Loire, près de Langeais.
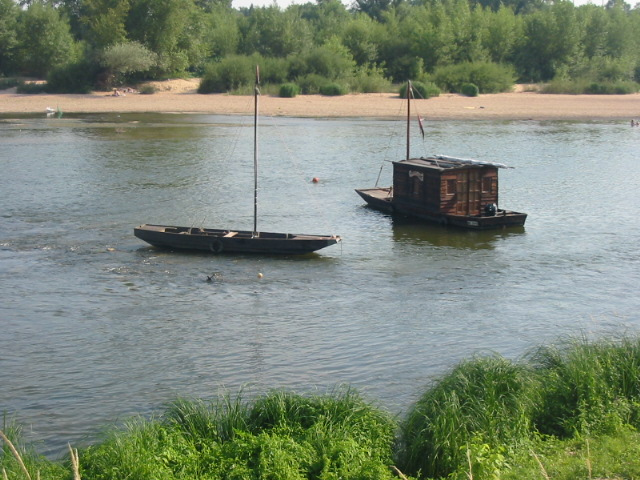
Nevers.
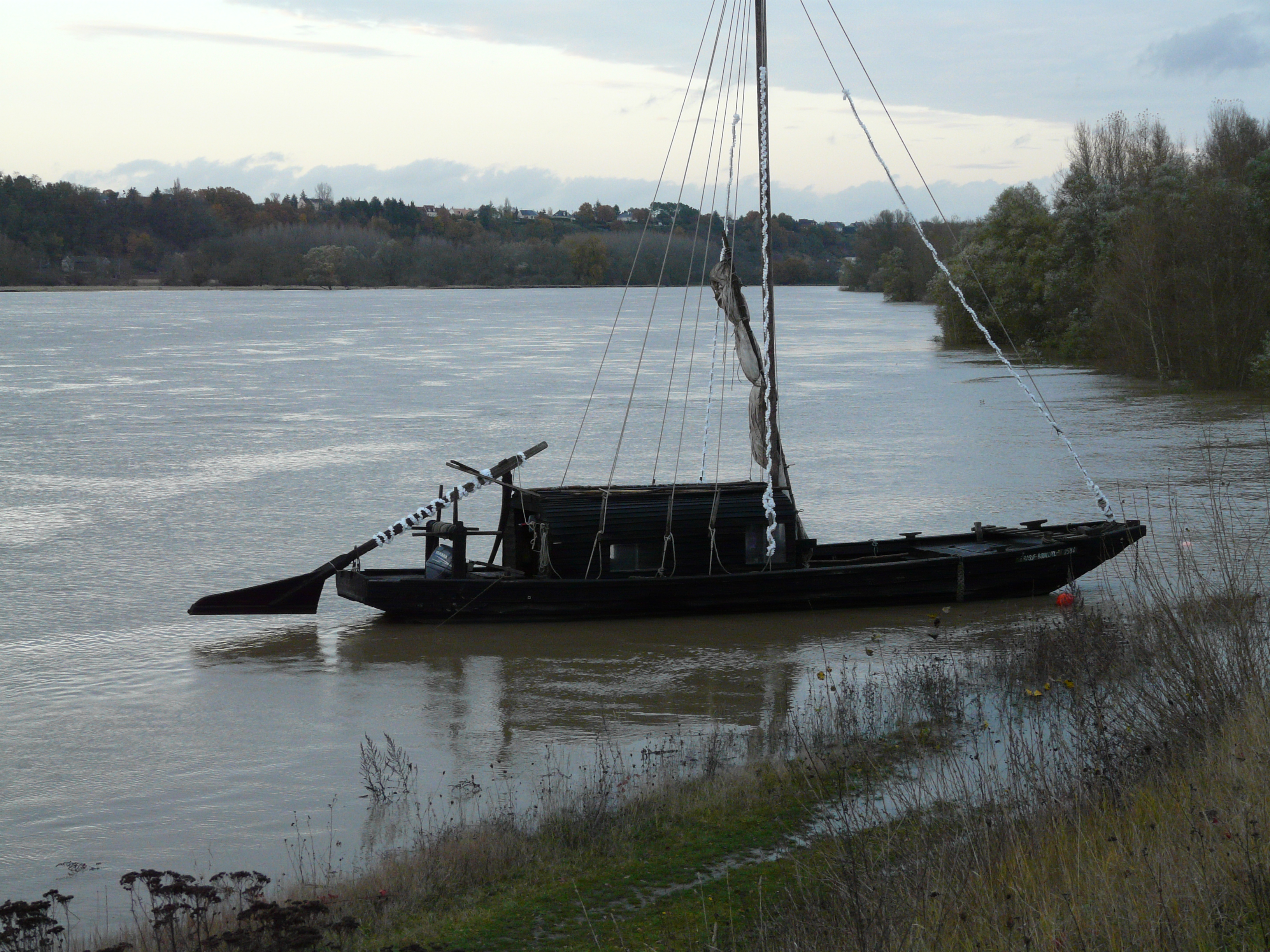
À Langeais, avec sa piautre imposante.

## Quelques variantes

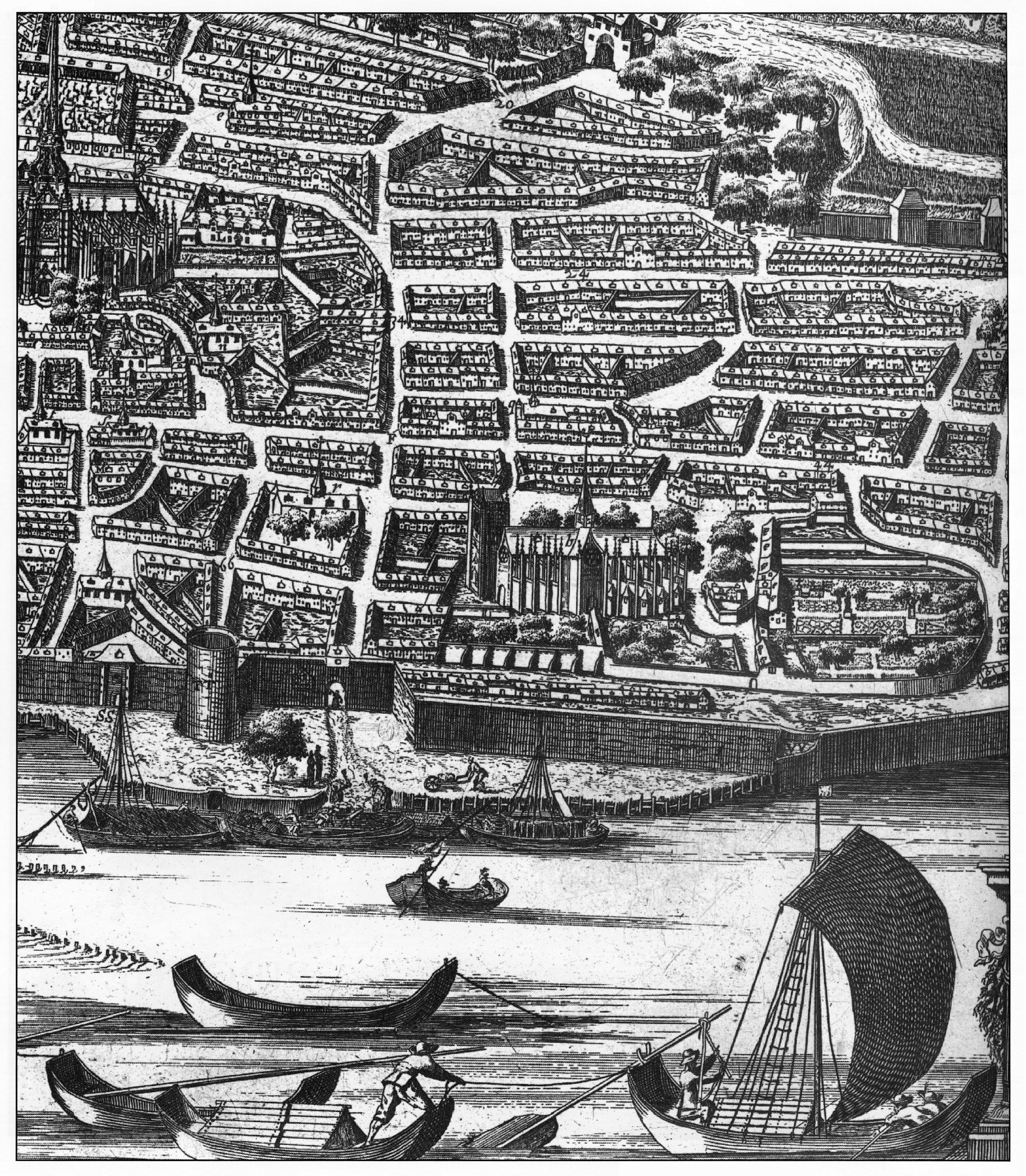
Représentation de toue cabanée au XVIIe siècle, tirée-remorquée par un chaland, sur un détail de la Vue d'Orléans de G. Hotot.

- Maison flottante - Coche de plaisance - Yacht
- Fûtreau - Chaland de Loire - Plate (bateau) - Bac - Barge - Gabare - Sisselande - Scute (bateau) - Courpet

## Au cinéma
- 2017 : L'École buissonnière de Nicolas Vanier, d’après son roman L'École buissonnière (Vanier). Le braconnier Totoche (joué par François Cluzet) vit dans une toue cabanée du domaine du château de La Bussière, sur le Loiret, dans la forêt de Sologne.